# Моро (залив)
Моро — крупнейший залив в Филиппинах. Он простирается вдоль берега острова Минданао и является частью моря Сулавеси. Залив является одной из рыболовных акваторий государства.

## География
Залив окружён основной частью Минданао на востоке и полуостровом Замбоанга на западе. В залив осуществляется сток вод с большей части полуострова.
Его крупнейшие бухты — Сибугей и Иллана.
Город Замбоанга, являющийся международным портом, омывается заливом и морем Сулавеси с востока. На восточном берегу расположен другой крупный порт — Котабато.

## Землетрясения
Залив Моро также является регионом со значительной тектонической активностью, с несколькими зонами разлома, способными вызывать крупные землетрясения и разрушительные местные цунами, такие как землетрясение в заливе Моро (1976), погубившее более 5000 человек и оставившее более 90 000 с западного берега Минданао без жилья.